# فينتشنزو دي نيكولا
فينتشنزو دي نيكولا هو عالم نفس وطبيب نفسي كندي، ولد في 23 يونيو 1953.